# Apamea exstincta
Apamea exstincta là một loài bướm đêm trong họ Noctuidae.